# Малая Кыска
Малая Кыска (англ. Little Kiska Island) — необитаемый остров в группе Крысьих островов в составе Алеутских островов. Расположен восточнее острова Кыска. Название острову дал Литке.

## География
Остров предположительно образовался до позднего Третичного периода путём геологического сбросообразования и эрозии Алеутской подводной горной гряды (Aleutian Ridge).

## История
Как и многие другие Алеутские острова, остров Малая Кыска был обнаружен отрядом Беринга — Чирикова в 1741 году в рамках Второй Камчатской экспедиции.
Во время Второй мировой войны вслед за островом Кыска был также оккупирован японцами в 1942 году. Летом 1943 года оба острова были освобождены, хотя японский гарнизон эвакуировался ещё за две недели до этого.